# أهمية التحلي بالجدية
أهمية التحلي بالجدية، كوميديا تافهة لأشخاص جادون هي مسرحية لأوسكار وايلد، عرضت لأول مرة في 14 فبراير 1895 في مسرح سانت جيمس في لندن، تتناول المسرحية بشكل ساخر قيود المجتمع الفيكتوري في لندن في نهاية القرن التاسع عشر، وتركز على الزواج والهجاء الناتج عن الطريقة الفيكتوري. يحاول الأبطال الهروب من الالتزامات الاجتماعية المرهقة من خلال الحفاظ على شخصيات خيالية. 
تميزت المسرحية بفكاهتها العالية وحوارها الذكي، وحظيت بإشادة من بعض المراجع المعاصرة، ولكن بعضهم حذروا من عدم وجود رسائل اجتماعية فيها. ومنذ عرضها لأول مرة، حافظت المسرحية على شعبيتها على مر الزمان، وأصبحت واحدة من أشهر مسرحيات وايلد.